# Боярск (Иркутская область)
Боя́рск — село в Усть-Кутском районе Иркутской области, Россия. Расположено на правом берегу реки Лены в устье речки Иги в 53 км юго-юго-восточнее Усть-Кута и в 465 км севернее от Иркутска (по воздуху).
Население — 87 человек (2010), занято в подсобном хозяйстве.
Село упоминается с 1652 года, основано как ямская станция.
Находится глубоко в тайге, не имеет постоянной транспортной связи с внешним миром. Входит в межселенную территорию Усть-Кутского района, управляется напрямую районной администрацией. Мэр района — Климина Тамара Александровна.

## Географическое положение
Боярск расположен в центральной части Иркутской области в южной части (так называемом «верхнем подрайоне») Усть-Кутского района на правом берегу реки Лены, в устье небольшой реки Иги.
Ближайший крупный населённый пункт — город Усть-Кут. Расстояние от Боярска по воздуху — 53 км (ССЗ), по реке — ок. 100 км вниз по течению.
Часовой пояс. Иркутское время: IRKT = UTC+8. Летнее время: IRKST = UTC+9. Разница во времени с Москвой — 5 часов: MSK +5.
О климате и почвах см.: Усть-Кутский район

## История
До основания деревни люди в районе Боярска появлялись ещё в эпоху неолита. На это указывает нефритовый топор того времени, найденный жителями деревни и переданный в 1948 году исследователям. Однако неизвестно, были ли здесь до прихода русских сколь-нибудь постоянные поселения.
Об истории деревни (позже — села) имеются лишь обрывочные сведения. Первое упоминание о Боярске в документах относится 1652 году. Деревня была основана Федоткой Онаньиным Боярским как почтовая станция на зимнем ямском тракте по Лене. Первоначальные названия — Боярских (в родительном падеже), Боярская.
В 1723 году в деревне был один двор.

### Гражданская война. Боярский полк
8 декабря 1919 года, во время Гражданской войны, в деревне произошло солдатское восстание. В Боярске на отдых остановился белогвардейский карательный отряд Колодезникова, шедший из Иркутска для участия в наступлении на Усть-Кут. Замысел восстания, в организации которого участвовали большевики, назрел в отряде ранее в пути, но осуществить его удалось лишь в Боярске.
Были в отряде солдаты из местных, деревенских. Ночью вдруг раздались выстрелы, взрывы гранат. Солдаты подняли восстание, окружили дом, где ночевали офицеры. Это был как раз наш нынешний школьный дом. В бою погибли два солдата и офицер-большевик Панченко.
Белые офицеры были перебиты. На сторону советской власти перешли 250 солдат из 53-го Сибирского полка. Пакет с сообщением об этом был выслан в штаб Северо-Восточного фронта (Усть-Кут). Новый отряд вошёл в состав партизанской армии Даниила Зверева под названием Боярского полка.
До окончания гражданской войны Боярский полк воевал в боях за Усть-Кут, Киренск и Якурим.

### XX-XXI века
До 1926 года Боярск находился в Орлингской волости Киренского уезда. С 1926 года — в составе новообразованного Усть-Кутского района.
В 1947 году в Боярск на стажировку прибыл Нектарий Константинович Марков, в будущем известный в Усть-Куте исследователь истории района, почётный гражданин города. Он оставил описания деревни того времени:
Помощи ждать было неоткуда. До райцентра — больше ста километров, до ближайшей деревни — около тридцати. Дорог никаких. Ни телефона, ни телеграфа. Почту привозят два раза в неделю. В деревне нашей всего 19 дворов, народ малограмотный, у самого образованного — 5 классов. Редко, три-четыре раза в месяц, в деревенском клубе показывали кино.
В Боярске действовал колхоз, выращивались зерновые культуры. Был скотный двор, кузница. Действовала школа, в которой насчитывалось свыше 30 учеников. В 1947 году впервые открылся медпункт.
Продолжал действовать почтовый ямской тракт до Иркутска. Пассажирское сообщение с Усть-Кутом выполнялось на пароходе «Колхозник». Во время посевной на противоположном от села берегу Лены ставился телефон.
В 1960-х годах в селе появилось электричество.
В 1969 году на месте солдатского восстания и могил его жертв был установлен памятник — мраморная плита с надписью «Борцам за власть Советов».
В 2004 году территория села была отнесена к Орлингскому сельскому поселению. В 2008 году поселение было упразднено, а Боярск с прилегающими землями вошёл в состав межселенной территории Усть-Кутского района.

## Население
| 2002 | 2010 | 2011 | 2012 |
| ---- | ---- | ---- | ---- |
| 118  | ↘77  | →77  | ↘75  |

Рождаемость в селе в 2008 году составила 3 человека, что меньше показателей смертности.

## Экономика
Предприятия отсутствуют. Население занято в подсобном хозяйстве. Сбыт сельхозпродукции в бюджетные организации города Усть-Кута.

## Транспорт
С другими населёнными пунктами Боярск связывают только лесные дороги и геологические профили, непроезжие для большинства автомобилей.
Зимой действует автозимник до Усть-Кута по руслу реки Лены, использующийся для доставки грузов и проезда частных автомобилей.
Летом сообщение с Усть-Кутом осуществляется речным транспортом. Курсируют теплоходы типа «Заря».
Весной и осенью Боярск фактически отрезан от внешнего мира.

## Связь
Спутниковый таксофон. Сотовая, проводная телефонная связь отсутствуют. Почтовое отделение находится в с. Омолое (666774).

## Социальная сфера
Основная общая школа. В 2008 году оборудована компьютером.
В 2008 году для нужд населения приобретена дизельная электростанция.
Снабжение жителей товарами первой необходимости осуществляется оптовыми организациями на контрактной основе по заявкам жителей села.